# Descendents
Descendents ist eine Punkband aus Kalifornien, die 1978 gegründet wurde. Der Stil der Band vereint die musikalische Intensität des Hardcore Punk mit eingängigen Gesangsmelodien, weswegen die Descendents, neben den ebenfalls aus Südkalifornien stammenden und zum ähnlichen Zeitpunkt gegründeten Bands Adolescents und Bad Religion, sowohl zu den Vorreitern des Pop-Punk, als auch des Melodic Hardcore gerechnet werden.

## Geschichte
Die Besetzung bestand zunächst aus den drei Mitgliedern Tony Lombardo (Bass), Frank Navetta (Gitarre) und Bill Stevenson (Schlagzeug). Bei frühen Auftritten fungierte der mit den Bandmitgliedern befreundete David Nolte als Sänger, der 1979 aber als Bassist zu The Last wechselte. Noch im selben Jahr spielte der Rest der Band die erste Single Ride the Wild ein, die 1980 veröffentlicht wurde und auf der Lombardo und Navetta als Sänger fungierten. Mit Milo Aukerman fand die Gruppe dann einen festen Sänger, mit dem sie im Jahr 1980 die „FAT“ E.P. aufnahm.
Das Debütalbum Milo Goes to College erschien 1982. Nach der darauffolgenden Tour gingen die Bandmitglieder getrennte Wege.
Schlagzeuger Bill Stevenson spielte kurze Zeit bei Black Flag, bevor die Band 1985 wieder ins Studio ging, um den zweiten Descendents-Longplayer I Don’t Want to Grow Up aufzunehmen. Nach einem weiteren Album, Enjoy (1986), verließen Lombardo und Navetta die Band. Ersetzt wurden sie durch Karl Alvarez (Bass) und Stephen Egerton (Gitarre). Mit dieser Besetzung entstand 1987 das vierte Studioalbum All.
Nach einer Tour trennte sich die Band ein zweites Mal, da Aukerman sein Studium in Biologie fortsetzte. Der Rest der Band formierte sich mit Dave Smalley (DYS, Dag Nasty) neu und veröffentlichte als ALL sein nächstes Album. 1996 fand Milo wieder zur Band zurück und das Descendents-Album Everything Sucks erschien bei Epitaph Records.
Nach einer weiteren langjährigen Pause, in der die Band wieder als ALL (diesmal mit Chad Price als Sänger) weitermachte, kam Descendents 2004 wieder zusammen und veröffentlichte bei Fat Wreck Chords das Album Cool to Be You und die EP ’Merican. 2006 brachte der US-amerikanische Sportschuh-Hersteller Vans ein Modell auf den Markt, das den Namen der Band und ihr Maskottchen Milo abbildet. 2015 wurde das Schuhmodell neu aufgelegt.
2013 erschien Filmage, ein Dokumentarfilm über die Descendents, der die Karriere der Band anhand von Interviews beleuchtet. Im selben Jahr wurde das Lied Pervert aus dem Album I Don’t Want to Grow Up für den Soundtrack des Computerspiels Grand Theft Auto V verwendet und ist im Spiel auf dem fiktiven Radiosender Channel-X zu hören.
Im Juli 2023 erlitt Sänger Aukerman einen Herzinfarkt. Er wurde erfolgreich operiert; Auswirkungen auf seine Tätigkeit als Sänger wurden Aukerman zufolge nicht befürchtet.

## Diskografie

### Studioalben
| Jahr | Titel                   | Höchstplatzierung, Gesamtwochen, AuszeichnungChartplatzierungen (Jahr, Titel, Platzierungen, Wochen, Auszeichnungen, Anmerkungen) | Höchstplatzierung, Gesamtwochen, AuszeichnungChartplatzierungen (Jahr, Titel, Platzierungen, Wochen, Auszeichnungen, Anmerkungen) | Höchstplatzierung, Gesamtwochen, AuszeichnungChartplatzierungen (Jahr, Titel, Platzierungen, Wochen, Auszeichnungen, Anmerkungen) | Höchstplatzierung, Gesamtwochen, AuszeichnungChartplatzierungen (Jahr, Titel, Platzierungen, Wochen, Auszeichnungen, Anmerkungen) | Anmerkungen                              |
| Jahr | Titel                   | DE | AT | CH | US | Anmerkungen                              |
| ---- | ----------------------- | --- | --- | --- | --- | ---------------------------------------- |
| 1982 | Milo Goes to College    | — | — | — | — | Erstveröffentlichung: 4. September 1982  |
| 1985 | I Don’t Want to Grow Up | — | — | — | — | Erstveröffentlichung: 1985               |
| 1986 | Enjoy!                  | — | — | — | — | Erstveröffentlichung: 1986               |
| 1987 | All                     | — | — | — | — | Erstveröffentlichung: Juni 1987          |
| 1996 | Everything Sucks        | — | — | — | US132 (1 Wo.)US | Erstveröffentlichung: 24. September 1996 |
| 2004 | Cool to Be You          | — | — | — | US143 (1 Wo.)US | Erstveröffentlichung: 23. März 2004      |
| 2016 | Hypercaffium Spazzinate | DE8 (1 Wo.)DE | AT53 (1 Wo.)AT | CH56 (1 Wo.)CH | US20 (1 Wo.)US | Erstveröffentlichung: 29. Juli 2016      |
| 2021 | 9th & Walnut            | DE12 (1 Wo.)DE | — | CH84 (1 Wo.)CH | US173 (1 Wo.)US | Erstveröffentlichung: 23. Juli 2021      |

grau schraffiert: keine Chartdaten aus diesem Jahr verfügbar

### Livealben
- 1987: Liveage!
- 1988: Hallraker Live!
- 2001: Live Plus One (mit ALL)

### Kompilationen
- 1985: Bonus Fat
- 1988: Two Things at Once
- 1991: Somery

### EPs
- 1981: Fat EP
- 1997: Sessions
- 2004: Merican
- 2016: Spazzhazard

### Singles
- 1980: Ride the Wild / It’s a Hectic World
- 1986: Enjoy
- 1987: Clean Sheets / Coolidge
- 1997: I’m the One
- 1997: When I Get Old
- 2016: Victim of Me
- 2016: Without Love
- 2017: Who We Are
- 2020: Suffrage
- 2021: That’s The Breaks
- 2021: Baby Doncha Know
- 2021: Nightage
- 2021: Like The Way I Know